# Joseph Cachin
Pour les articles homonymes, voir Cachin.
Le baron Joseph Marie François Cachin, né à Castres le 2 octobre 1757 et mort à Paris le 23 février 1825, est un ingénieur français.

## Biographie
Fils de Pierre Cachin, majordome du palais épiscopal de Castres, il suit sous la protection de l'évêque de Castres, Jean-Sébastien de Barral, des études chez les frères de Castres, puis au collège de Sorèze entre 1769 et 1776. Il suit des cours d'architecture à l'école des beaux-arts de Toulouse, avant d'intégrer en 1776 l'École des ponts et chaussées à Paris sous la direction de Jean-Rodolphe Perronet. Diplômé du titre d'ingénieur, il voyage en Grande-Bretagne et aux États-Unis.
Ingénieur aux travaux maritimes dans la généralité de Rouen, il est d'abord chargé de l'amélioration du port de Honfleur, où il rencontre et se marie avec une riche veuve, Judith de la Rivière, veuve en troisièmes noces de Karl Léopold, comte de Hornebourg (1716-1793), fils légitimé du prince de Montbéliard Léopold-Eberhard de Wurtemberg, dont il se sépare rapidement après un commun accord. Il propose la construction d'un canal parallèle à la Seine, entre Quillebeuf et la mer, mais la Révolution française empêche l'étude du projet. Il est porté comme maire à la tête de la commune de 1790 à 1792.
Nommé ingénieur en chef des travaux du Calvados, il travaille à l'étude et aux travaux du canal de Caen à la mer, et à l'établissement de marine militaire dans la fosse de Colleville à l'embouchure de l'Orne. En 1792, il participe à la commission chargée d'étudier les travaux de la rade de Cherbourg, que la chute de la monarchie suspend.
Passé directeur des travaux maritimes après le 18 brumaire et inspecteur général des ponts et chaussées en 1802, il reprend les réflexions de la commission sur les travaux de la rade de Cherbourg, et publie un rapport en juillet 1802 dans le Moniteur, où il préconise la construction d'une batterie défensive centrale sur la digue. Affecté par Napoléon Ier à la direction générale des travaux maritimes de Cherbourg en 1804, il intègre également le conseil général de la Manche qu'il préside plus tard. Pendant 20 ans, il conclut l'édification et la fortification de la digue, réalise l'amélioration du port de commerce, et le creusement des bassins du port militaire, constituant le Nouvel arsenal.
Chevalier de l'Empire par lettres patentes le 16 septembre 1808, il est fait baron et décoré officier de la Légion d'honneur à l'occasion de l'inauguration de l'avant-port militaire par l'impératrice Marie-Louise, le 27 août 1813 à Cherbourg. Poursuivant la mise en œuvre des travaux du port de Cherbourg, candidat à la Chambre des députés en 1816, il publie en 1820 un mémoire sur la digue de Cherbourg comparée au breakwater de Plymouth, et meurt en fonction. Les travaux sont terminés par Louis Benoît Fouques-Duparc.

## Postérité littéraire
- Honoré de Balzac le cite comme un homme de génie dans Le Curé de village :« Cachin, l'homme de génie à qui l'on doit Cherbourg (…). Le génie n'obéit qu'à ses propres lois, il ne se développe que par des circonstances sur lesquelles l'homme ne peut rien : ni l'État, ni la science de l'homme, l'Anthropologie, ne les connaissent. Riquet, Perronet, Léonard de Vinci, Cachin, Palladio, Brunelleschi, Michel-Ange, Bramante, Vauban, Vicat tiennent leur génie de causes inobservées et préparatoires auxquelles nous donnons le nom de hasard, le grand mot des sots[3]. »

Il parle aussi de lui dans La Duchesse de Langeais.

## Publication
- Joseph-Marie-François Cachin, Mémoire sur la digue de Cherbourg, comparée au breakwater ou jetée de Plymouth, Paris, imprimerie de Firmin Didot père et fils, 1820 (lire en ligne)

## Distinctions
- Chevalier de l'Empire, par lettres patentes le 16 septembre 1808
- Baron de l'Empire, par lettres patentes le 24 janvier 1814
- Membre de la Légion d'honneur par décret du 26 prairial an XII (15 juin 1804)
- Officier de la Légion d'honneur, le 19 juin 1811[5]

## Hommage
Au XXIe siècle, le nom de Joseph Cachin désigne le dispositif moderne, de mise à l'eau des sous-marins (forme Cachin) dans le port militaire de Cherbourg.